# Quase Anônimos
Quase Anônimos foi uma sitcom criada por David França Mendes e com direção-geral de Pedro Amorim e transmitido pelo canal de assinatura Multishow. A série acompanha as vidas de André e Malu, que dividem o apartamento da avó enquanto ela está viajando pelo mundo. É estrelada por atores pouco conhecidos como Pedro Henrique Monteiro e Nina Morena. Sua primeira temporada estreou no dia 14 de dezembro de 2009 e terá 13 episódios semanais.

## Elenco
| Ator                    | Papel       |
| ----------------------- | ----------- |
| Nina Morena             | Malu        |
| Pedro Henrique Monteiro | André       |
| Alcemar Vieira          | Bob Ribeiro |
| Keli Freitas            | Melissa     |
| Joaquim Lopes           | Joao Pedro  |
| Elisa Pinheiro          | Helô        |